# Indrayani (Fluss)
Die Indrayani (Marathi इंद्रायणी नदी) ist ein etwa 150 km langer südlicher Nebenfluss der Bhima im indischen Bundesstaat Maharashtra.

## Verlauf
Der Indrayani ist der vielleicht wichtigste Nebenfluss der Bhima. Er entspringt in den Westghats bei Lonavla; doch erst nach dem Zusammenschluss eines von Norden kommenden Quellflusses gleichen Namens bei der Ortschaft Khamshet beginnt sein eigentlicher Lauf. Er passiert die alten Pilgerstädte Dehu und Alandi und mündet ca. 20 km später beim Ort Tulapur in die Bhima.

## Zuflüsse und Stauseen
Größter Nebenfluss ist die von Norden kommende Andra. Bei Lonavla und Khamshet wird der Fluss zur Energiegewinnung gestaut.

## Religion
Die Landschaft an der Indrayani gilt als tatsächliche oder geistige Heimat der Mystiker und Gelehrten Dnyaneshwar (13. Jh.) und Tukaram (17. Jh.). Beide waren Anhänger des in der Region besonders verehrten Gottes Vithoba und verfassten ihre von der Gottesliebe (bhakti) durchdrungenen Gesänge und Schriften in der Volkssprache Marathi und nicht mehr auf Sanskrit.